# Tariana
I Tariana  sono un gruppo etnico del Brasile che ha una popolazione stimata in circa 1.914 individui (2002).

## Lingua
Parlano la lingua Tariana (D:Yohoraa-TUO01), lingua che appartiene alla famiglia linguistica Aruak. Si fanno chiamare Taliaseri.

## Insediamenti
Vivono nei pressi dei fiume Papurí, Uaupés e nella parte superiore del fiume Iauiari, ai confini tra Brasile e Colombia. È un gruppo molto meno numeroso in Colombia, mentre in Brasile è ancora forte l'identità tribale di questo piccolo gruppo, con comunità presenti nello stato dell'Amazonas (municipalità di Japurá, São Gabriel da Cachoeir e Santa Izabel).